# Gampsocera alpina
Gampsocera alpina är en tvåvingeart som beskrevs av Nishijima 1956. Gampsocera alpina ingår i släktet Gampsocera och familjen fritflugor. Inga underarter finns listade i Catalogue of Life.